# ساندرا اسلج
ساندرا اسلج (متولد ۲۸ مارس ۱۹۹۴)، که با نام هنری خود دریزی شناخته می‌شود، یک رپر، خواننده و ترانه‌سرای آمریکایی است. او در سال ۲۰۱۴ با اینترسکوپ رکوردز امضا کرد.
اسلج در جنوب شیکاگو، ایلینویز به دنیا آمد و بزرگ شد. اسلج در طول دوران کودکی خود به چندین مکان در سراسر شهر شیکاگو نقل مکان کرد. او در ۱۰ سالگی به کاوش در شعر و شعر پرداخت و به سمت آوازخوانی رفت. اسلج در سن ۱۴ سالگی به رپر شدن علاقه پیدا کرد. اسلج از رپرهای جی کول و لیل وین به عنوان بزرگ‌ترین تأثیرات موسیقی خود نام می‌برد و از او به عنوان خواننده رپ مورد علاقه خود در تمام دوران یاد می‌کند.

## دیسکوگرافی

### آلبوم‌های استودیویی
| عنوان            | جزئیات آلبوم                                                                                            | اوج موقعیت‌های نمودار | اوج موقعیت‌های نمودار | اوج موقعیت‌های نمودار |
| عنوان            | جزئیات آلبوم                                                                                            | ایالات متحده         | R&B آمریکا           | رپ آمریکا            |
| ---------------- | --- | -------------------- | -------------------- | -------------------- |
| بدون احساسات سخت | - تاریخ انتشار: ۱۵ ژوئیه ۲۰۱۶ - برچسب: اینترسکوپ رکوردز - فرمت: لوح فشرده، آلبوم پرآهنگ، دانلود دیجیتال | ۱۰۱                  | ۱۵                   | ۱۱                   |

### آلبوم‌های همکاری
| عنوان                  | جزئیات آلبوم                                                                              |
| ---------------------- | ----------------------------------------------------------------------------------------- |
| Hitgirl (with Hit-Boy) | - منتشر شده: ۲۰ می ۲۰۲۲ - برچسب: Dreezy Sound Inc. , امپایر رکوردز - فرمت: دانلود دیجیتال |

### نمایشنامه‌های تمدید شده
| عنوان                      | جزئیات آلبوم                                                              | اوج موقعیت‌های نمودار | اوج موقعیت‌های نمودار |
| عنوان                      | جزئیات آلبوم                                                              | ایالات متحده         | ایالات متحده         |
| -------------------------- | ------------------------------------------------------------------------- | -------------------- | -------------------- |
| هرچه دوست دارید صدایش کنید | - تاریخ انتشار: ۲۸ ژوئیه ۲۰۱۵ - برچسب: Interscope - فرمت: دانلود دیجیتال  | -                    | -                    |
| از این به بعد              | - تاریخ انتشار: ۲۵ دسامبر ۲۰۱۵ - برچسب: Interscope - فرمت: دانلود دیجیتال | ۱۰                   | ۱۰                   |

### میکس تیپ
| عنوان                            | جزئیات آلبوم                                                                   |
| -------------------------------- | ------------------------------------------------------------------------------ |
| تصویر                            | - تاریخ انتشار: ۲۷ آوریل ۲۰۱۲ - برچسب: خود آزاد شده - فرمت: دانلود دیجیتال     |
| کسب و کار N لذت (با مایکی دولاز) | - تاریخ انتشار: ۱۴ فوریه ۲۰۱۳ - برچسب: خود آزاد شده - فرمت: دانلود دیجیتال     |
| DSM (Schizo Pre-Tape)            | - تاریخ انتشار: ۱۳ اوت ۲۰۱۳ - برچسب: خود آزاد شده - فرمت: دانلود دیجیتال       |
| شیزو                             | - تاریخ انتشار: ۲۴ فوریه ۲۰۱۴ - برچسب: AOE Music - فرمت: سی دی، دانلود دیجیتال |
| بیگ دریز                         | - تاریخ انتشار: ۲۵ ژانویه ۲۰۱۹ - برچسب: Interscope - فرمت: دانلود دیجیتال      |